# اتحاد مقاطعات ريو دي لا بلاتا
اتحاد مقاطعات ريو دي لا بلاتا (بالإسبانية: Provincias Unidas del Río de la Plata)‏ هو اتحاد سياسي نشأ بعد حرب الاستقلال الأرجنتينية في سنة 1811 وكانت تضم المستعمرات الإسبانية التي حاولت الاستقلال من إسبانيا وكانت تضم كل من أوروغواي وبوليفيا كما ضمت بعض المقاطعات البرازيلية وضم جزر فوكلاند لفترة وجيزة، وكانت عاصمة هذا الاتحاد هي مدينة بوينس آيرس. انتهى الاتحاد في سنة 1831.
كان هذا اعتمد في عام 1816 من قبل كونغرس توكومان هو اسم منطقة أمريكا الجنوبية التي أعلنت استقلالها عام 1816، مع انعقاد المؤتمر السيادي عام 1813، خلال حرب الاستقلال الأرجنتينية (1810–1818)، والتي بدأت مع ثورة مايو عام 1810.